# Provincia di Taourirt
La provincia di Taourirt è una delle province del Marocco, parte della Regione Orientale.

## Geografia antropica

### Suddivisioni amministrative
La provincia di Taourirt conta 3 municipalità e 11 comuni:

#### Municipalità
- Debdou
- El Aioun Sidi Mellouk
- Taourirt

#### Comuni
- Ahl Oued Za
- Ain Lehjer
- El Atef
- Gteter
- Mechraa Hammadi
- Melg El Ouidane
- Mestegmer
- Oulad M'Hammed
- Sidi Ali Belkassem
- Sidi Lahsen
- Tancherfi